# Albert Geng (Heimatforscher)
Albert Geng (* 30. März 1938 in Ickelheim) ist ein Autor, Heimatforscher und Träger der Bürgermedaille der Stadt Hersbruck.

## Leben
Geng besuchte in Hersbruck die Volksschule und absolvierte nach seinem Schulabschluss beim regionalen Zeitungsverlag Pfeiffer eine Lehre als Schriftsetzer. Nebenbei arbeitete er sich in den Journalismus ein, nahm für die Lokalredaktion der Hersbrucker Zeitung Termine wahr und schrieb diverse Artikel.
Als passionierter Wanderer verfasste er bald die ersten Wanderbücher aus der Region. Es folgten Bücher mit regionalen Kurzgeschichten und Lokalspitzen. Darüber hinaus betreute Geng 25 Jahre lang das Stadtarchiv Hersbruck. Mit der Verbreitung seines regionalen Lexikons Hersbruck 1000 Begriffe hat sich in Hersbruck und Umgebung statt „googeln“ der Begriff „gengeln“ gefestigt. Unter anderem sind im OPAC der Bayerischen Bibliographie 49 Veröffentlichungen seit 1976 verzeichnet.

## Bücher (Auswahl)
- Wandern in der Frankenalb: 25 Wandertipps für die Hersbrucker Schweiz und das Altdorfer Land. Pfeiffer Verlag, Hersbruck 2016, ISBN 978-3-927412-30-9.
- Ja so war’s: Kurze Geschichten zum Schmunzeln, Nachdenken und Erinnern. Pfeiffer Verlag, Hersbruck 1996, ISBN 3-927412-12-0.
- ...so hätte ich nicht umsonst gelebt:Leben und Wirken von Johann Konrad Rösel. Martin-Luther-Verlag, Erlangen 2001, ISBN 3-87513-131-2.
- Vom Main zur Donau: 9 Tagestouren auf dem Main-Donau-Weg. Pfeiffer Verlag, Hersbruck 1983, ISBN 3-9800386-8-8.
- Wandern mit Kindern: 17 interessant Kurzwanderungen. Pfeiffer Verlag, Hersbruck 2012, ISBN 978-3-927412-27-9.
- Vier Für Franken: Gedichte, Geschichte, Geschichten. Pfeiffer Verlag, Hersbruck 2012, ISBN 978-3-927412-28-6.
- Wirkli wahr: Kurze Geschichten zum Schmunzeln, Nachdenken und Erinnern. Pfeiffer Verlag, Hersbruck 2003, ISBN 3-927412-20-1.